# King&President
King&President（キング・アンド・プレジデント）は、会社経営者（経営スタッフ、個人事業主、若しくは経営者を目指す人たち）で構成された日本の音楽ボーカルユニットプロジェクト。2019年結成。通称「キンプレ」。

## 概要
King&President（キング・アンド・プレジデント）は、実際に会社を経営する社長(”プレジデント”)たちで織り成すボーカルユニット。煌びやかに見える経営者の日常や現実をわかりやすく歌の世界で表現することを目標としている。日本初(？)の社長ソングアーティスト。

## 沿革
2019年
- 9月30日、経営者CDデビュープロジェクト参加者最終オーディション開催を告知。[1]
- 11月、第1期メンバー、ボーカルレッスン。[2]
- 11月15日、キングレコード関口台スタジオで、デビューシングルのレコーディングを実施。[3]
- 11月30日、第2期メンバー募集開始を告知。[4]

2020年
- 1月7日、デビューシングル「社長やっちゃったよ」のミュージックビデオ収録およびジャケット撮影を実施。[5]
- 1月31日、県別の地域グループ展開開始を告知。[6]
- 2月3日、YouTubeにミュージックビデオ「社長やっちゃったよ Short version」を公開。
- 2月13日、YouTubeに「論拠を示せ Short.ver」を公開。
- 3月25日、シングルCD「社長やっちゃったよ c/w 論拠を示せ」をキングレコードより発売。
- 6月27日、7月18日、8月22日、9月27日、10月31日、11月28日、HΛL’s Bar（無観客ライブ配信）に出演。「論拠を示せ」と「社長やっちゃったよ」を歌唱。
- 12月2日、KBS京都ラジオ「チキチキ遠藤Nami乗りジョニー」に電話ゲスト出演

2021年
- 2月26日、HΛL’s Bar（無観客ライブ配信）に出演。「論拠を示せ」と「社長やっちゃったよ」を歌唱。
- 3月21日、HΛL’s Bar（無観客ライブ配信）に出演。「論拠を示せ」と「シンデレラ プレジデント」を歌唱。
- 4月4日、キングレコード関口台スタジオにて、2ndシングルのレコーディングを実施。[7]
- 4月11日、下田 BY-THE-SEA にて、2ndシングルのミュージックビデオ撮影を実施。
- 5月23日、渋谷クロスFM「J Cross Style」にゲスト出演。「いいわけ?それで!?」が「J Cross Style」の6月度エンディングテーマに決定。
- 5月30日、6月20日、市川うららFM「江里夏のえりラジ」にゲスト出演。
- 6月19日、市川うららFM「三橋加奈子の Saturday Bell」にゲスト出演。「いいわけ?それで!?」が「三橋加奈子の Saturday Bell」の7月度エンディングテーマに決定。
- 6月23日、セカンド・シングル「いいわけ？それで！？ c/w シンデレラ プレジデント」をキングレコードより発売。
- 6月26日、HΛL’s Bar（無観客ライブ配信）に出演。「シンデレラ プレジデント」と「論拠を示せ」と「いいわけ?それで!?」を歌唱。
- 7月13日、 YouTube番組、カラフル パレットの「カラ☆スタ」にゲスト出演。
- 7月28日、HΛL’s Bar（無観客ライブ配信）に出演。「シンデレラ プレジデント」と「論拠を示せ」と「いいわけ?それで!?」を歌唱。
- 9月12日、渋谷クロスFM 「J Cross Style」にゲスト出演。
- 10月24日、市川うららFM 「King&President の二刀流で行こう!」放送開始。
- 10月25日、「八木秀明創業30周年パーティ（目黒雅叙園）」に於いてステージパフォーマンスを披露「論拠を示せ」「シンデレラ プレジデント」「いいわけ?それで!?」を歌唱。

2022年
- 5月15日、「CIMS Music festival（Yokohama mint hall）」に於いてステージパフォーマンスを披露「夏だぜ」「論拠を示せ」「社長やっちゃったよ」を歌唱。
- 8月21日、「午前3時の音楽会フェスティバル（Yokohama mint hall）」に於いてステージパフォーマンスを披露「エナジーバンパイア」「友として」を歌唱。

## ラジオ番組
- エフエム世田谷 83.4 MHz  毎月第3金曜日 23:00〜23:15「King&President ～社長言っちゃいなよ」（2020年6月5日〜）
- 市川うららFM 83.0 MHz  毎月第4日曜日 20:30〜21:00「キンプレ＆HΛLの社長の音楽 〜President's love music〜」（2020年9月6日〜2021年9月26日 全28回）
- 市川うららFM 83.0 MHz  毎月第4日曜日 20:30〜21:00「King&Presidentの二刀流で行こう!」(2021年10月24日〜)
- ラジオ日本 1422 KHz  毎週金曜日 21:45〜22:00「King&Presidentの起業家ラジオ」(2022年10月7日〜)

## 全メンバー

### キンプレNo.と現職
下表のとおり、実際の会社経営者等がメンバーを占めている。
| キンプレ 加入期 | キンプレ No. | 名前                          | 会社名                                            | 役職・肩書き                           | 仕事内容                                                                                          |                 |
| --------------- | ------------ | ----------------------------- | ------------------------------------------------- | -------------------------------------- | ------------------------------------------------------------------------------------------------- | --------------- |
| 第１期          | No.0         | 八木秀明 ヤギヒデアキ         | 一般社団法人起業家育成コンソーシアム              | 代表理事                               | 起業家の育成・指導 経営者ブランディング King&President の作詞・プロデュース                       |                 |
| 第１期          | No.1         | 鈴木千晶 スズキチアキ         | 株式会社センスエンタテインメント                  | 代表取締役                             | 経営者タレントのマネジメント ビジネスミュージックの制作                                           |                 |
| 第１期          | No.2         | 柚木昌宏 ユノキマサヒロ       | 株式会社bondworks                                 | 代表取締役社長                         | 起業家コミュニティ運営 教育事業 デザイン事業                                                      |                 |
| 第１期          | No.3         | 広瀬明善 ヒロセアキヨシ       | 株式会社インストケア                              | 代表取締役社長                         | 教育事業 営業支援                                                                                 |                 |
| 第１期          | No.4         | 石丸和宏 イシマルカズヒロ     | 株式会社ケーアイティーシー                        | 代表取締役 不動産鑑定士 宅地建物取引士 | 不動産鑑定評価を中心とした総合不動産コンサルティング                                              |                 |
| 第２期          | No.5         | 清水英希 シミズヒデキ         | 某メーカー勤務                                    |                                        | 組込みソフトウェア開発                                                                            |                 |
| 第２期          | No.6         | 児玉厚 コダマアツシ           | 株式会社スリー・シー・コンサルティング            | 代表取締役                             | キャッシュ・フローのPDCAシステム 「予算会計エクスプレス」（特許取得）の開発・営業・導入・サポート |                 |
| 第２期          | No.7         | 川原雅友 カワハラマサトモ     | シティコンピュータ株式会社                        | 代表取締役社長                         | データ入力、人材派遣                                                                              |                 |
| 第２期          | No.8         | 前垣内佐和子 マエガイチサワコ | キャピタル・エヴォルヴァー株式会社                | 代表取締役                             | Ｍ＆Aアドバイザリー業務 バリュエーション業務（株価、企業価値算定業務）                            | 2021年12月 脱退 |
| 第２期          | No.9         | 小宮山瑞枝 コミヤマミズエ     | 日本医療化学株式会社 あい婚ウェディング結婚相談所 | 代表取締役 事業部長                    | 健康関連事業 メインカウンセラー                                                                   |                 |
| 第２期          | No.10        | 窪田徹矢 クボタテツヤ         | 医療法人社団おもいやり くぼたクリニック松戸五香   | 理事長 院長                            | 病院経営 医師                                                                                     |                 |
| 第３期          | No.11        | 恵比寿吉之助 エビスキチノスケ | 合同会社ピース                                    | 副社長                                 | 老後資産構築スクール運営 中小企業向け経営多角化コンサルティング                                   |                 |
| 第３期          | No.12        | 西村彬宏 ニシムラアキヒロ     | 大手資産運用会社                                  |                                        | 金融機関取引RM 和歌山みらい会議主催                                                               |                 |

## 作品

### シングル
|     | 発売日        | タイトル           | c/w                                            | レーベル       | 規格品番      | 参加メンバー                                                                | 作詞・作曲・編曲                                                                                  | その他 情報 |
| --- | ------------- | ------------------ | ---------------------------------------------- | -------------- | ------------- | --------------------------------------------------------------------------- | ------------------------------------------------------------------------------------------------- | --- |
| 1st | 2020年3月25日 | 社長やっちゃったよ | 論拠を示せ                                     | キングレコード | KIZM-641/2    | 八木秀明 鈴木千晶 柚木昌宏 広瀬明善 石丸和宏                                | 社長やっちゃったよ 作詞:八木秀明 作曲/編曲:HΛL 論拠を示せ 作詞:八木秀明 作曲/編曲:HΛL             | - |
| 2nd | 2021年6月23日 | いいわけ?それで!?  | シンデレラ プレジデント (Cinderella President) | キングレコード | KIZM-679〜680 | 八木秀明 鈴木千晶 清水英希 児玉厚 川原雅友 前垣内佐和子 小宮山瑞枝 窪田徹矢 | いいわけ?それで!? 作詞:八木秀明 作曲/編曲:HΛL シンデレラ プレジデント 作詞:八木秀明 作曲/編曲:HΛL | いいわけ?それで!? 渋谷クロスFM 「J Cross Style」 2021年6月度エンディングテーマ 市川うららFM 「三橋加奈子の Saturday Bell」 2021年7月度エンディングテーマ |
| 3rd | 2022年9月28日 | エナジーバンパイア | 友として                                       | キングレコード | KIZM-735〜6   | 八木秀明 鈴木千晶 児玉厚 川原雅友 窪田徹矢                                  | エナジーバンパイア 作詞/作曲:八木秀明 編曲:武井悟 友として 作詞/作曲:八木秀明 編曲:JunPayer       | |

### ミュージックビデオ
| 公開日        | 曲名                                       | 備考 |
| ------------- | ------------------------------------------ | --- |
| 2020年2月3日  | 社長やっちゃったよ Short version - YouTube | 監督/脚本：山田タクヤ、カメラ/撮影協力：i-Pairs、 撮影協力：はんぞー、ヘアメイク：紺野順子、 制作：CIMS Music Entertainment |
| 2021年6月17日 | いいわけ？それで！？ Short.ver - YouTube   | |

### その他
- “株式会社センスエンタテインメント 社長が歌う社長の現実 「キンプレ」がメジャーデビュー”.   B.S.TIMES. 2020年1月15日閲覧。